# إبان بارا
إبان بارا (بالإسبانية: Ibán Parra) هو لاعب كرة قدم إسباني في مركز الهجوم، ولد في 18 أكتوبر 1977 في لاردة في إسبانيا. لعب مع تامبيري يونايتد ونادي سانتا كولوما ونادي لاردة.

## وصلات خارجية
- إبان بارا على موقع قاعدة بيانات كرة القدم.إي يو (الإنجليزية)
- إبان بارا على موقع Soccerway.com (الإنجليزية)
- إبان بارا على موقع عالم كرة القدم.نت (الإنجليزية)